# Džóecu
Džóecu (japonsky 上越市) je město v prefektuře Niigatě v Japonsku. K roku 2019 v něm žilo přes 189 tisíc obyvatel.

## Poloha
Džóecu leží na severozápadním pobřeží největšího japonského ostrova, Honšú, na břehu Japonského moře. Od Niigaty, správního střediska prefektury, je vzdáleno přibližně 130 kilometrů západně. Od Tojamy, správního střediska nedaleké prefektury Tojamy, je vzdáleno přibližně 140 kilometrů východně.

## Dějiny
Džóecu vzniklo v roce 1971 sloučením měst Naoecu a Takady. V roce 2005 do něj byla dále přičleněna řada menších obcí a vesniček.

### Rodáci
- Kenšin Uesugi (1530–1578), významný šlechtic (daimjó)
- Nana Haruta (*1985), komiksový autor